# Hofwil

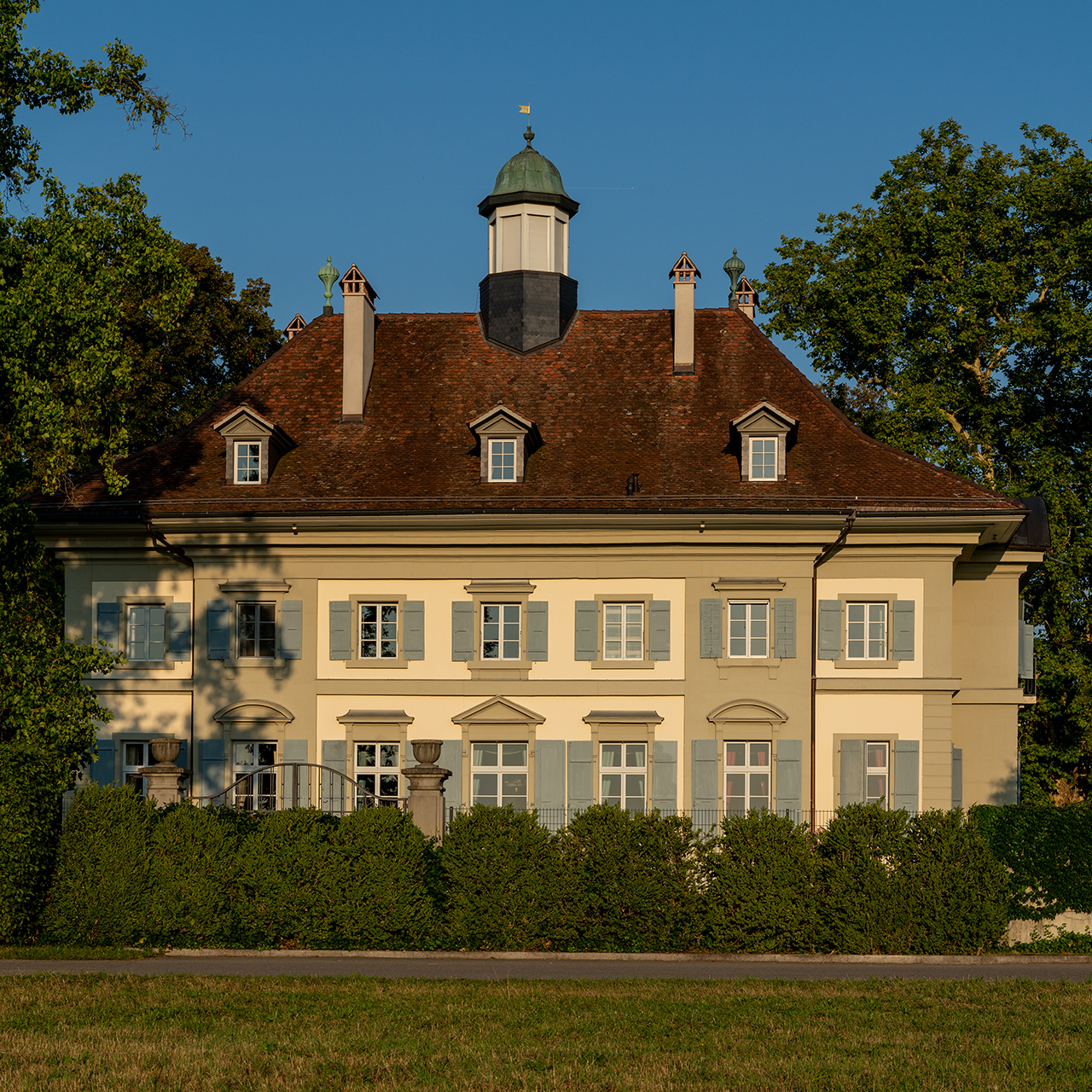
Schloss Hofwil

Hofwil, historisch auch Hofwyl, ist eine Siedlung auf dem Gebiet von Münchenbuchsee im Kanton Bern, Schweiz. Der Wilhof gehörte mit Boden und Gericht zur Johanniterkommende Münchenbuchsee und verfügte über eine Weidegemeinschaft (ohne Zelggemeinschaft) mit dem dortigen Dorf.

## Institut Hofwil
Der Pädagoge Philipp Emanuel von Fellenberg kaufte 1799 das Gut Hofwil mit dem zwischen 1784 und 1786 nach Plänen Carl Ahasver von Sinners erbauten Schloss Wylhof und nannte es fortan Hofwyl. Er errichtete dort einen landwirtschaftlichen Musterbetrieb.
1804 gründete er eine Armenschule für verwahrloste Kinder, deren Leitung Johann Jacob Wehrli übernahm. Nach den Ideen Johann Heinrich Pestalozzis erhielten die Kinder eine Volksschulbildung kombiniert mit einer landwirtschaftlich-gewerblichen Ausbildung. Letztere sollte sie dazu befähigen, in ihrer ländlichen Lebenswelt eine gute und ehrbare Existenz aufzubauen.
Die Armenschule war ein wichtiges Vorbild für die spätere Lehrerbildung. Die Lehrer sollten beim Aufbau einer demokratischen Gesellschaft mithelfen, indem sie sich vor allem den vernachlässigten Schulen der Landbevölkerung annahmen. Sie sollten die Kinder zur Mündigkeit, zu eigenständigem Denken und sittlichem Handeln anleiten. Das Konzept Philipp Albert Stapfers, des "Erziehungsministers" in der Helvetischen Republik, sah eine weltliche Volksschule für alle Kinder und eine professionelle Ausbildung der Volksschullehrer vor. Zur Zeit der Helvetik blieb bei den öffentlichen Schulen alles beim Alten. Nur private Unternehmen wie Fellenbergs Institut in Hofwil konnten Reformen realisieren.
Für die Lehrer und Söhne höherer Stände wurde ab 1808 das Philanthropin, eine gymnasiale und professionelle Ausbildung, angeboten. Sie sollte diese befähigen, ihren künftigen Führungsaufgaben kompetent und verantwortungsbewusst gerecht zu werden. Die Armenschule und die Schule für höhere Stände waren Internatsschulen mit hohen erzieherischen Ambitionen. Sie hatten eine Ausstrahlung bis weit über die Landesgrenzen hinaus. Am 7. Juli 1808 war der König von Württemberg Friedrich I. in die Schweiz gereist, um das Gut Hofwil und die dort im gleichen Jahr von Carl August Zeller gegründete «Schulmeisterschule» zu besuchen. Die höhere Schule wurde auch von Prinzen damaliger Fürstenhäuser besucht.
1807 kam eine Ausbildungsstätte für junge Landwirte dazu, und Fellenbergs Gattin Margaretha von Tscharner (1778–1839) errichtete ein Bildungsinstitut für junge Mädchen aller Stände. Die Schulen waren im Schloss Münchenbuchsee und im baulich stark erweiterten Hofwil untergebracht.

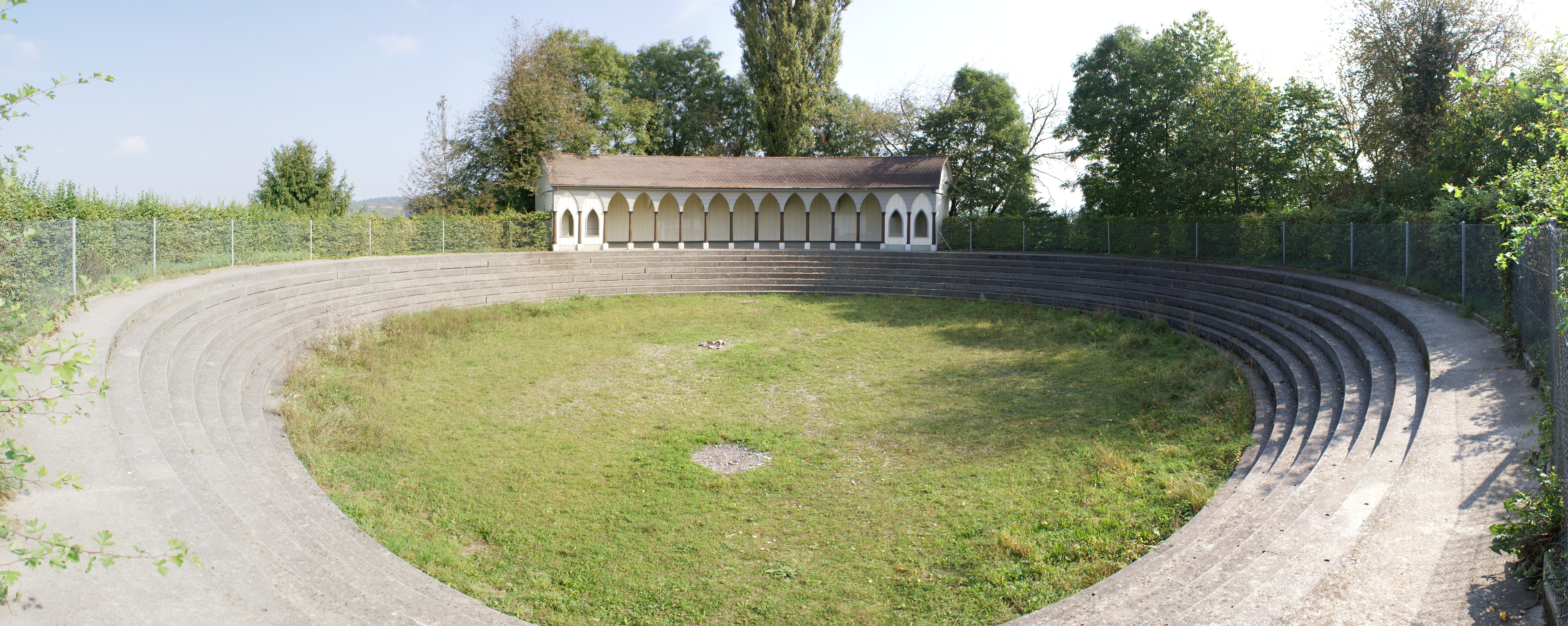
Ehemaliger Badeweiher Hofwil

1822 liess Fellenberg auf dem Landgut Hofwil ein künstliches Schwimmbad mit Sprungturm erbauen, nachdem einer der Zöglinge der dortigen «Erziehungsanstalt für Söhne höherer Stände» beim Baden im Moossee ertrunken war. Das Schwimmbad gehörte zu den ersten künstlich erbauten Freibädern der Schweiz und Europas.

## Erstes Berner Lehrerseminar

Hofwil im 19. Jahrhundert

Mit der liberalen Verfassung der Republik Bern von 1831 setzte die Erneuerung des Schulwesens mit einer demokratischen Volksschule ein. Für die liberale Regierung war das deutschsprachige staatliche Lehrerseminar in Münchenbuchsee das Kernstück einer neuen, liberalen Volksbildung. Das Seminar hatte unter seinem ersten Direktor, Pfarrer Daniel Friedrich Langhans, der von 1832 bis 1834 wirkte, die Aufgabe Landschullehrer professionell auszubilden. Sie sollten nach einer zweijährigen Ausbildungszeit fähig sein, Landkindern eine elementare Schulbildung zu vermitteln.
Im für das Lehrerseminar vorgesehenen Schloss Münchenbuchsee waren bauliche Veränderungen notwendig. Deshalb sollte der erste dreimonatige «Normalkurs» für 100 Schullehrer in Gebäuden des Erziehungsinstituts in Hofwil stattfinden, die von Philipp Emanuel von Fellenberg neben einigen unentgeltlichen Lehrkräften dem Erziehungsdepartement zur Verfügung gestellt wurden. Kaum hatte der Normalkurs begonnen, kam es zu Auseinandersetzungen zwischen dem Seminardirektor Langhans und Fellenberg. Fellenberg wollte die Lehrerbildung auf eine praktisch-methodische Ausbildung beschränken in Sinne seiner Ackerbauschule, während Langhans das Ziel verfolgte, die zukünftigen Lehrer mit überlegenem Wissen auszustatten und sie zu selbstständigem Denken und Urteilen anzuleiten, damit sie im Unterricht rasche Erfolge erzielen könnten.

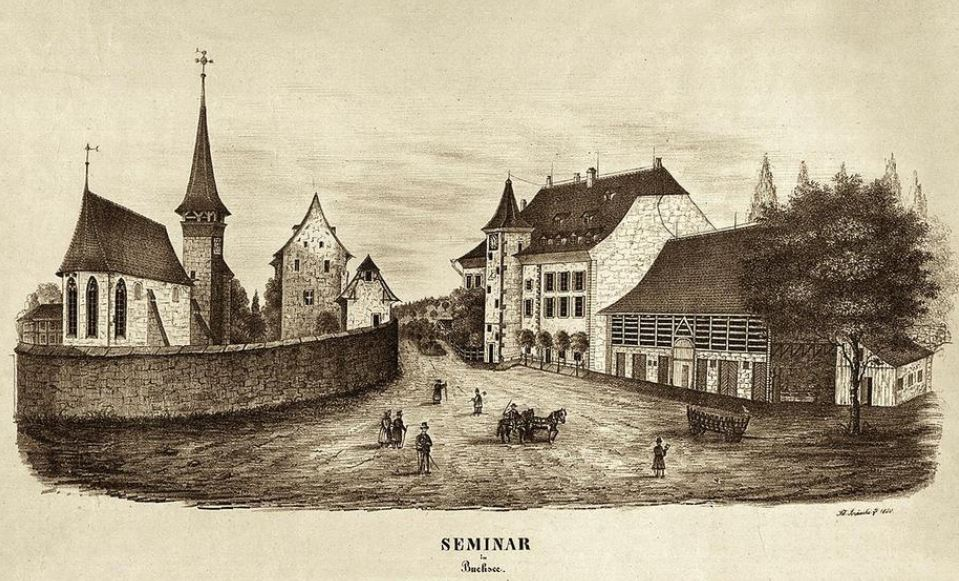
Lehrerseminar Schloss Münchenbuchsee, um 1850

Am 4. September 1833 konnten die Seminarräume im Schloss Münchenbuchsee, innerhalb der ehemaligen Johanniterkommende, bezogen werden. Es war von der Kirche und landwirtschaftlich genutzten Gebäuden umgeben. Im 19. Jahrhundert wurde die Lehrerbildung an das kirchliche und ländliche Leben angepasst.
Im Mai 1852 beschlossen die Konservativen, die zeitweilig die Mehrheit im Grossen Rat hatten, das Seminar aufzuheben und den Direktor Heinrich Grunholzer zu entlassen, um den Liberalisierungstrend aufhalten zu können. Bereits im November 1852 wurde das Seminar unter dem neu berufenen Direktor Heinrich Morf wieder eröffnet. Unter Hans-Rudolf Rüegg (1860 bis 1880) und Pfarrer Emanuel Martig (1880 bis 1905) konnte sich das Seminar kontinuierlich entwickeln.
Weil der Platz im Schloss zu eng wurde, wurde der Sitz des staatlichen Berner Lehrerseminars 1884 nach Hofwil verlegt, wo das «Grosse Haus» baulich an die Aufnahme des Seminars angepasst worden war. Ab 1904 wurde nur noch das Unterseminar in Hofwil geführt und das Oberseminar in Bern. Von 1905 bis 1916 wirkte Ernst Schneider als Leiter des Oberseminars in Bern, ein Anhänger der Freigeldlehre und der Psychoanalyse. Johann Zürcher leitete das Seminar in Hofwil von 1914 bis 1950. Von den 1950er bis in die 1970er Jahre war das Seminar in Hofwil und Bern mit einem starken Lehrermangel konfrontiert. Es musste mehr Lehrer rekrutieren. Neben dem Ausbau von Hofwil wurde die Lehrerbildung in die Regionen verlagert. Es wurden Lehrerseminare in Langenthal (1962), Biel (1963) und Spiez (1974) eröffnet. Mit der Aufteilung des Seminars Hofwil und Bern in zwei Seminare verfolgte man 1971 denselben Zweck. Ab 1973 wurde das Seminar wiederum mit Unter- und Oberstufe in Hofwil geführt. Der letzte Direktor war Rudolf Meyer von 1970 bis 2001.

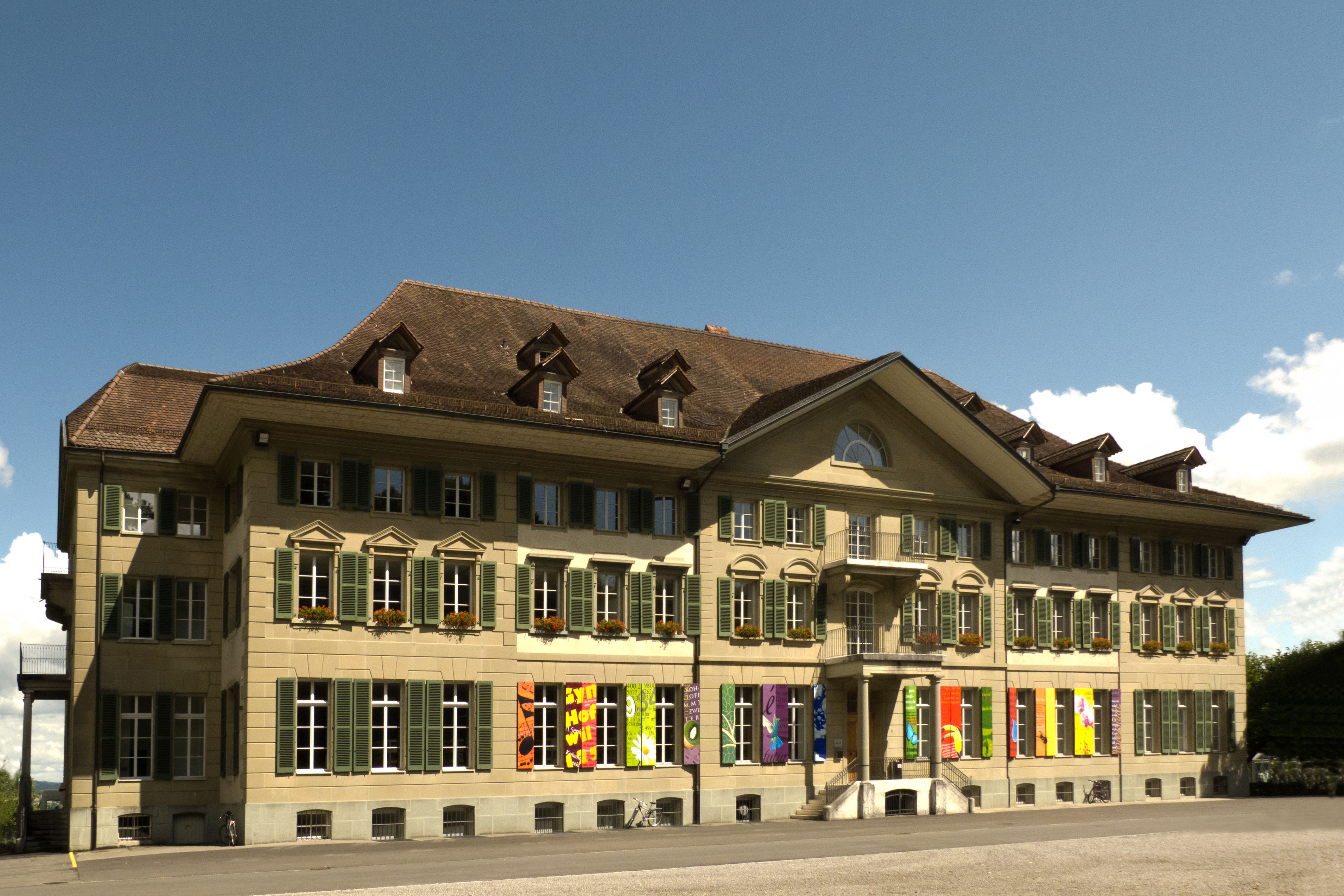
Hauptgebäude Gymnasium Hofwil, Münchenbuchsee

Aus dem Lehrerseminar wurde 1997 mit der Neukonzeption der Gymnasialausbildung und der Lehrerbildung ein musisches Gymnasium mit Internat. Seit 1998 bietet das Gymnasium einen Klassenzug zur Talentförderung in Musik, Gestalten oder Sport an. Das Lehrerseminar wurde 2002 abgeschafft und 2005 durch die Pädagogische Hochschule Bern ersetzt. Das Gymnasium, aktuell unter der Leitung von Peter Stalder, hat viele bekannte Persönlichkeiten hervorgebracht.
2009 wurde das Gymnasium Hofwil von Swiss Olympic mit dem Qualitätslabel Swiss Olympic Partner School ausgezeichnet.

### Bekannte Schüler und Lehrer
- Ernst Bärtschi
- Gottlieb Berger
- Arthur Bill
- Hans von Breßler
- Jörg Ewald Dähler
- Jakob Egger
- Friedrich Eymann
- Karl Geiser
- David Gempeler
- Simon Gfeller
- Fritz Gribi
- Heinrich Grunholzer, Direktor von 1847 bis 1852
- Arnold Heimann
- Georg Friedrich Heilmann
- Victor Aimé Huber
- Stefano Jacini
- Hans Klee, Vater von Paul Klee
- Martina Kocher
- Rudolf Kocher
- Daniel Friedrich Langhans (1796–1875), Direktor von 1832 bis 1834
- Jakob Lutz
- Emanuel Martig, Direktor von 1880 bis 1905
- Armin Mauerhofer
- Christoph Merian
- Albert Meyer
- Heinrich Morf, Direktor von 1852 bis 1860
- Hans Mühlestein
- Theodor Müller
- Jamal Othman
- François Jules Pictet de la Rive
- Marlen Reusser
- Karl Rickli, Direktor von 1835 bis 1843
- Samuel Röthlisberger
- Christian Rubi
- Hans-Rudolf Rüegg, Direktor von 1860 bis 1880
- Hans Saner
- Charles Sauria
- Henri Louis Frédéric de Saussure
- Ernst Schneider, Direktor von 1905 bis 1916
- Gustav Schübler
- Friedrich Georg Sibeth
- Johann Kaspar Straub, Gründer der nachmaligen Privatklinik Wyss, Münchenbuchsee
- Maximilian Karl von Thurn und Taxis
- Carl August Zeller
- Hans Zulliger, psychoanalytischer Pädagoge
- Johann Zürcher, Direktor von 1914 bis 1950